# Leucochrysa (Nodita) superior
Leucochrysa (Nodita) superior is een insect uit de familie van de gaasvliegen (Chrysopidae), die tot de orde netvleugeligen (Neuroptera) behoort. 
Leucochrysa (Nodita) superior is voor het eerst wetenschappelijk beschreven door Navás in 1913.